# Sveto Todori
Sveto Todori (en macédonien Свето Тодори) est un village du sud-ouest de la Macédoine du Nord, situé dans la municipalité de Mogila. Le village comptait 210 habitants en 2002.

## Démographie
Lors du recensement de 2002, le village comptait :
- Macédoniens : 210